# Pierre II de Courtenay
Pierre, tức Pierre II của Courtenay (tiếng Pháp: Pierre de Courtenay) (mất năm 1219), là hoàng đế của Đế quốc Latinh thành Constantinopolis từ năm 1216 đến 1217.

## Tiểu sử
Pierre II là con trai của Pierre I de Courtenay (mất năm 1183), con út của vua Louis VI của Pháp và thứ hậu Adélaide de Maurienne. Mẹ của ông là Elisabeth de Courtenay, con gái của Renaud de Courtenay (mất năm 1194) và Hawise du Donjon.
Pierre kết hôn lần đầu với Agnes I của Nevers. Qua cuộc hôn nhân này, ông giành được ba miếng đất phong Nevers, Auxerre, và Tonnerre. Ông cưới người vợ thứ hai là Yolanda của Flanders, em gái của Henri của Flanders, người sau này trở thành Hoàng đế Latin thứ hai của Constantinopolis. Pierre tháp tùng người anh họ là vua Philippe Auguste trong cuộc thập tự chinh năm 1190 và chiến đấu cùng người anh trai Robert trong cuộc Thập tự chinh xứ Albigeois những năm 1209 và 1211 khi ông tham gia cuộc vây hãm thành Lavaur. Ông đã có mặt trong trận Bouvines năm 1214.
Khi anh rể là Hoàng đế Henri mất năm 1216 mà không có người nối dõi, ông được chọn là người kế vị. Ông khởi hành với một đội quân nhỏ, rời dinh thự château de Druyes, ở Pháp để đến nhận chức. Được tấn phong làm hoàng đế ở Roma trong một nhà thờ ở ngoài nằm tường thành của thành phố bởi giáo hoàng Hônôriô III vào ngày 9 tháng 4 năm 1217. Sau đó ông mượn một số tàu của Venezia và hứa sẽ tái chiếm cảng Durazzo cho họ nhưng ông đã thất bại trong việc làm khó khăn này và đã tìm cách để đến Constantinopolis bằng đường bộ. Trên cuộc hành trình, ông bị bắt giữ bởi vương hầu (Despot) xứ Epirus, Theodoros Komnenos Doukas và đã mất sau hai năm bị bỏ tù có lẽ do bị nhiễm độc. Pierre do đó đã không bao giờ có thể cai quản được đế chế của ông. Đế quốc sau đó đã được chấp chính trong một thời gian bởi vợ ông là Yolanda sau khi bà đến được Constantinopolis. Hai người con trai của ông là Robert và Baldwin lần lượt trở thành hoàng đế của Đế quốc La Tinh Constantinopolis.

## Gia đình
Ông có một đứa con gái là Matilda I, Nữ bá tước của Nevers với người vợ đầu Agnes I, Nữ bá tước của Nevers.
Với người vợ thứ hai Yolanda của Flanders, ông có những đứa con sau đây:
- Philippe (mất năm 1226), Hầu tước của Namur, người từ chối nhận ngôi vị Hoàng đế Latinh
- Robert của Courtenay (mất năm 1228), hoàng đế của Đế quốc Latinh thành Constantinopolis
- Henri (mất năm 1229), Hầu tước của Namur
- Baldwin II của Constantinopolis (mất năm 1273), hoàng đế của Đế quốc Latinh thành Constantinopolis
- Margaret, Nữ hầu tước của Namur, bà kết hôn lần đầu với Raoul d'Issoudun và sau đó là Henri, Bá tước của Vianden
- Elizabeth của Courtenay người kết hôn với Walter, Bá tước của Bar và sau đó là Eudes, Sire de Montagu
- Một người quân chúa khuyết danh kết hôn với Sa hoàng Boril của Bulgaria
- Yolanda de Courtenay, người kết hôn với András II của Hungary
- Eleanor, người kết hôn với Philippe của Montfort, Chúa của Tyrus
- Marie de Courtenay, người kết hôn với Theodoros I Laskaris của Đế quốc Nicaea
- Agnes, who married Geoffrey II Villehardouin, Prince of Achaea

Ngoài ra, ông còn một đứa con ngoài giá thú:
- Geoffrey, Bá tước của Lavaur (mất năm 1229).